# Singapurische Badmintonmeisterschaft 1972/73
Die Singapurische Badmintonmeisterschaft 1972/73 fand Mitte August 1972 statt. 

## Austragungsort
- Singapore Badminton Hall

## Finalresultate
| Disziplin    | Sieger                        | Finalist                     | Ergebnis         |
| ------------ | ----------------------------- | ---------------------------- | ---------------- |
| Herreneinzel | Yeo Ah Seng                   | Wee Kin                      | 15-12, 15-9      |
| Dameneinzel  | Leong Kay Sine                | Leong Kay Peng               | 11-8, 11-6       |
| Herrendoppel | Yeo Ah Seng Ahmad Bakar       | Cheong Cheng Swee Ronnie Oon | 15-3, 15-6       |
| Damendoppel  | Leong Kay Sine Leong Kay Peng | Lim Choo Eng Aishah Attan    | 18-17, 17-16     |
| Mixed        | Richard Chee Aishah Attan     | Tan Boon Liat Lim Siew Choo  | 15-7, 5-15, 15-7 |